# Jimena González Gómez
Jimena González Gómez (Cáceres, 26 de mayo de 1987) es una académica, activista trans y política española del partido Más Madrid. Es doctora en Filología románica. Fue elegida diputada en la Asamblea de Madrid en las elecciones autonómicas de 2023. En la actualidad es portavoz de Más Madrid en la Comisión de Economía y Empleo.

Implicada en el proyecto de Más Madrid desde los inicios, Jimena González ocupó el puesto 24 en la lista de la formación en las elecciones autonómicas de 2023. 

## Biografía
González nació en 1987 en Cáceres, Extremadura en el seno de una familia judía. Se licenció en Filología Románica y Filología Árabe por la Universidad Complutense de Madrid. A continuación, cursó el Máster Universitario de Lengua Española en la Universidad Autónoma de Madrid y en 2018 obtuvo su doctorado en Filología en la Universidad de Sevilla.
A partir de 2021 comenzó a cursar un máster en la Escuela Diplomática de España. Forma parte de UGT Diversa.

### Trayectoria profesional
Jimena González Gómez ha sido Investigadora en el CSIC y profesora universitaria de Historia de la Lengua Española en la Universidad de Sevilla. Además, era técnica confederal de UGT y participó en el proceso de elaboración de los planes LGTBI en las empresas.

### Carrera política
Su experiencia en política comenzó en Más Madrid en 2019 tras su vuelta a Madrid, después de terminar su tesis doctoral en la Universidad de Sevilla. En ese mismo año, González fue elegida portavoz del Distrito de Chamberí, barrio madrileño donde reside.
González se presentó a las elecciones autonómicas madrileñas de 2021, como 28º en la lista de Más Madrid. Fue la primera persona transgénero en postularse para las elecciones con un nombre de pila elegido en lugar de su nombre de pila legal, que ya no usaba. Esto se debió a una ley aprobada por la Asamblea de Madrid en 2016, que permitía utilizar un nombre social elegido, siempre que se utilizara como tal en otro lugar. Un compromiso previo ofrecido por la junta electoral fue que el nombre Jimena apareciera entre paréntesis después del nombre legal -como el utilizado por el alcalde de Cádiz, José María González Santos- a modo de mote, opción que González rechazó. Más Madrid obtuvo 24 escaños, por lo que González no fue elegida.
González fue elegida concejala y portavoz del Distrito de Chamberí, barrio madrileño donde reside. En marzo de 2023, un concejal de Vox se dirigió a ella con título masculino y forma masculina de su nombre de pila, por lo que fue expulsado del pleno tras negarse a disculparse.
En las elecciones autonómicas madrileñas de 2023, González ocupaba el puesto 24 en la lista de Más Madrid. El día de las elecciones, denunció que un representante de Vox la llamó "marimacho", término despectivo para referirse a una mujer considerada masculina. El partido obtuvo 27 escaños, lo que significa que fue elegida, lo que la convirtió, tras Carla Antonelli (que obtuvo el escaño en 2011), en la segunda mujer trans en formar parte de un parlamento de España.